# Друштвено раслојавање
У социолошком проучавању друштвене структуре вертикално раслојавање (друштвена стратификација) представља посебно значајан проблем, јер нема друштвена које би у том погледу било хомогено. У сваком друштву постоје неједнакости друштвених положаја:
1. према имовном стању- између богатих и соримашних
2. према друштвеној моћи- између оних који владају другима и оних којима други владају
3. пре угледу - неједнакости се изражавају у различитој оцени значаја и престижа оних који обављају различите послове Ове чињеницу су промишљали први социјални мислиоци. Оне су заокупљале пажњу свих социјалних утописта и идеолога грађанских и социјалистичких револуција, које су прокламовале начело друштвене једнакости. У савременој социологији још увек се воде расрпаве о узроцима, типовима и последицама друштвених неједнакости. Ако се искључи као превазиђена социјалдарвинистичка теорија о природним (расним) коренима друштвених неједнакости, остаје као општеприхваћено становиште да друштвене подела рада условљава класно-слојне разлике у друштву. Расправе се, међутим, воде око темељине категорије социолошке теорије стратификације и питања да ли је примарни основ друштвених неједнакости неједнака расподела својине или моћи.

## Својина и друштвена моћ- темељ друштвених неједнакости
Својина је историјски установљен друштвени однос неједнаких могућности индивидуалног, заједничког или колективног присвајања, коришћења и располагања ограниченим природним и друштвено-културним добрима.
Својински односи су односи људи према материјалним и духовним добрима. Онај ко је власник има право да за себе присваја таква добра, да их употребљава за своје потребе или даих устпу другима.
Основни својински облици су приватна и јавна својина који се у разним друштвима и разним временима различито друштвено (економски, правно и политички) организују и тако комбинују, међусобно и са одговарајућим историјским облицима групне својине:
1. приватна
2. групна
3. државна

Према објекту поседовања, својина може бити:
1. над предметима за личну потрошњу
2. над средствима за друштвену производњу

Друштвена моћ је друштвено установљена неједнака могућност појединаца и група да доносе одлуке од интереса не само за себе него и за друге. Извори друштвене моћи:
1. економска (економска моћ проистиче из својине (материјално богатсва, имовина). Новац је општи симбол економске моћи
2. функционална
3. статусна
4. знање и информације
5. физичка сила
6. манипулативна моћ

## Вертикалне структуре друштва
Најраширенији модел вертикалне структуре друштва у савременој социологији је утемељиио Макс Вебер, идејом да је вертикално раслојавање друштва тродимензионално
1. економско- разликовање класа према богатству
2. политичко – разликовање странака према моћи или власти
3. културно – разликовање сталежа према угледу

Овај модел је погогодан за емпиријско проучавање друштвене слојевитости, те се често примењује. Најпознатија су истраживања која је у Америци обавио Луис Ворнер. Сличну континуирану хијерархијску лествицу у Америчком друштву пронашли су и други социолози (брачни пар Линдо). Тај модел изгледа овако:
1. виша горња класа (банкари)
2. нижа горња класа (угледних менаџери великих компанија)
3. виша средња класа (леакри)
4. нижа средња класа (пословође)
5. виша доња класа (шофери)
6. нижа доња класа (сиротиња)

## Настанак елите
Основни и општи услов настанка класа је друштвено подела рада (нарочито подела на умни и физички, односно на управљачки и извршилачки рад). Непосредан узрок који производи и одржава класе у друштву јесте привотна својина над средствима за производњу и на њој заснована могућност да једна класа присваја резултате рада дрге класе. Маркс је једном приликом класама означио групе које су, услед различитих „економских услова егзистенције“, једне од других разликују и према начину живота, интересима и образовању и због тих разлика се једне другима „непријатељски супростављају“. У западноевропском феудалном друштву постоје сталежи, а у традиционалном индијском друштву дуго су постојале касте. Економска основа кастинских и сталешких односа прикривена је верским (код каста), или моралним, обичајним и правним нормама (код сталежа).
Елити је потребна маса да би имала кога да води, а маси је потребна елита да би имао ко да је води- јер је маса без елите као теле без главе.
Конзервативно схватање елита се темељи на ставу да су чланови елите по природи способнији од припадника масе, или на тези да је подела друштва на елиту и масу природна и вечита.
Код критичког тумачење елите, описано стање се критикује, док га конзервативно схватање оправдава.
Либерално схватање елите је негде између прва два. Заступали су га Манјхајн, Шумпетер, Арон и Келер. Уместо природне предодређености и урођене неједнакости појединаца, делује друштвено условљена структурално – функционална нужност која налаже постојање елита.
Моћ овако схваћених елита је институциона и функционална, што значи да је поседују они који су заузму високе положаје и важне улоге.